# Lepomis macrochirus
Lepomis macrochirus és una espècie de peix pertanyent a la família dels centràrquids present a les conques del riu Sant Llorenç, els Grans Llacs d'Amèrica del Nord i el riu Mississipi des del Quebec fins al nord de Mèxic. Ha estat introduït a les illes Verges Nord-americanes, Cuba, Mèxic, el Marroc, Puerto Rico (l'any 1915), Swazilàndia (1939), Zimbabwe (1940), Maurici (1944), Filipines (1950), Madagascar (1954), Panamà (1955), el Japó (1960), Corea (1969) i, probablement també, a l'Iran,
Malawi i Veneçuela (1955-1959).

## Morfologia
Pot arribar a fer 41 cm de llargària màxima (normalment, en fa 19,1) i 2,150 g de pes. Té el Cap curt i boca petita. El dors dels adults és de color verd oliva amb una brillantor blava o morada al llarg dels flancs. Groguenc per sota. Els joves són una versió més pàl·lida dels adults, generalment platejats i amb una brillantor de color porpra clar. Té franges tènues i verticals al llarg dels costats. Taca fosca i destacada a la base de l'aleta dorsal i a prop de la cua. L'aleta de la cua és arrodonida i lleugerament forcada. Presenta com una mena d'orella de color blau fosc o negre i que és una extensió de l'opercle llamada pestanya opercular. Els mascles reproductors poden tindre una coloració més blava i ataronjada als flancs.

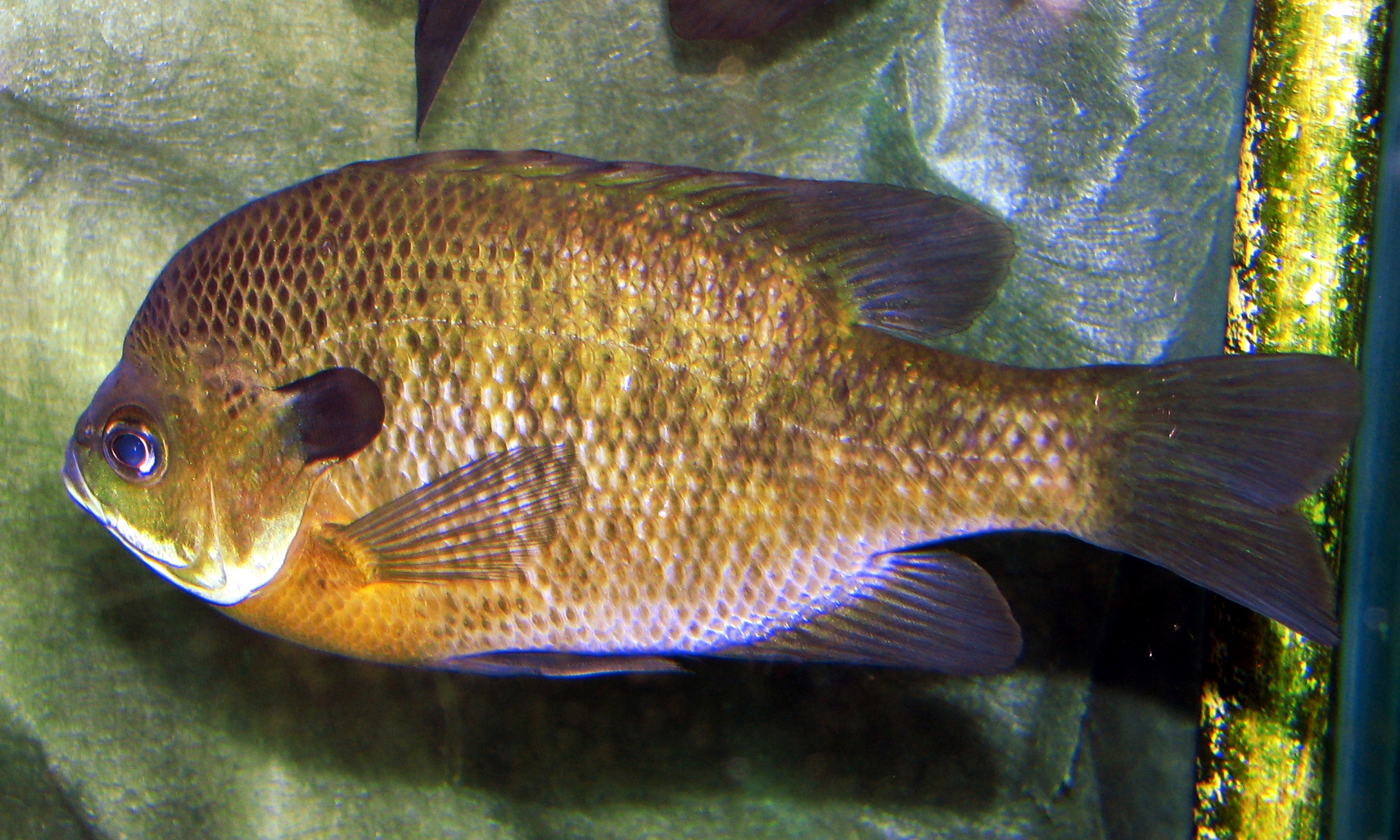
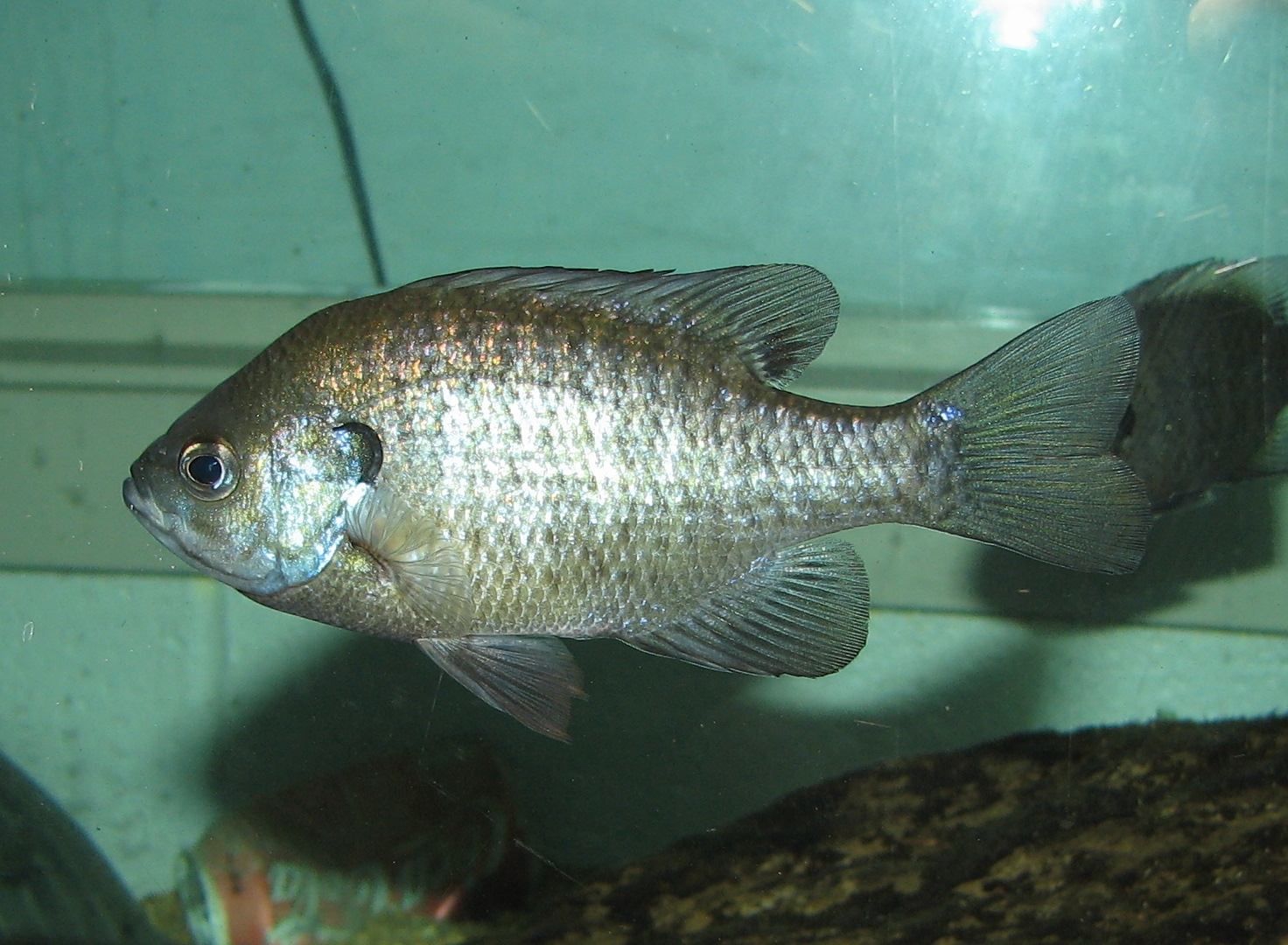
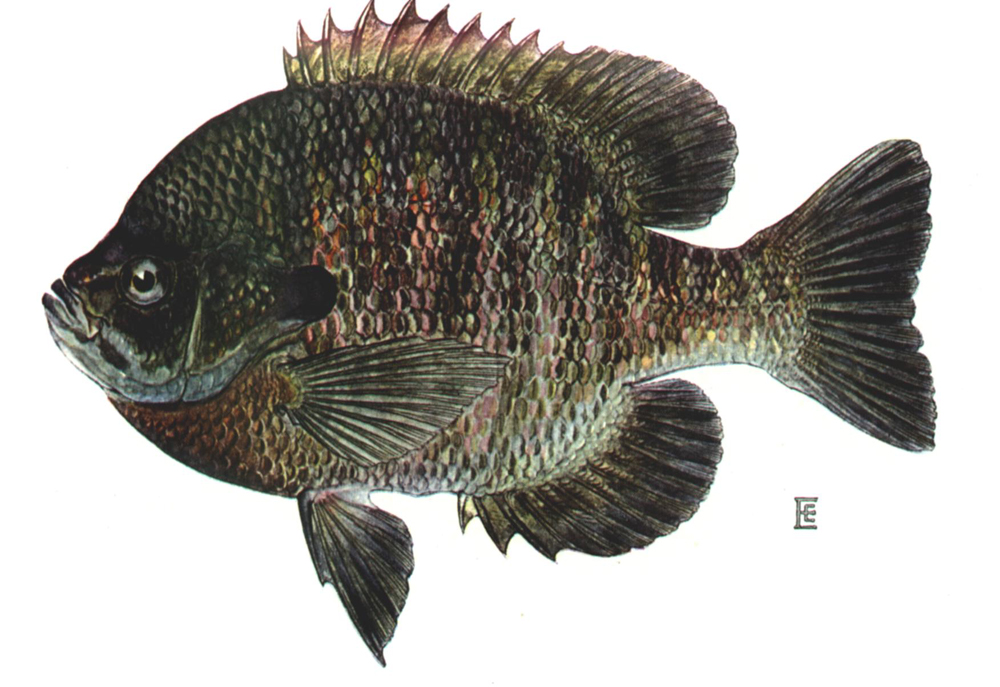
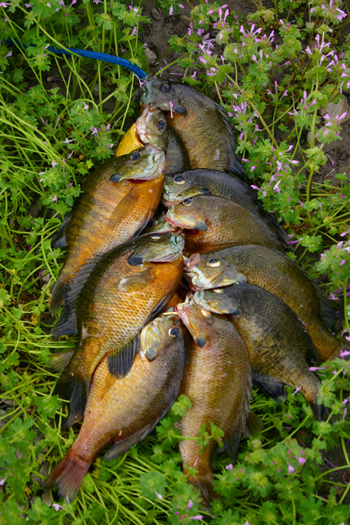
Exemplars capturats al llac Bilby Ranch (Missouri)

## Ecologia
És un peix d'aigua dolça, bentopelàgic i de clima subtropical (1 °C-36 °C; 50°N-25°N), el qual viu en llacs, llacunes, embassaments i rius de corrent lent. Tot i que és un peix d'aigua dolça, pot tolerar salinitats de fins a un 18%.
Els adults mengen caragols, crancs petits, insectes, cucs i peixets, mentre que els joves es nodreixen de crustacis, insectes i cucs.
Als Estats Units és depredat pel llobarro atlàntic ratllat (Morone saxatilis), el lluç de riu (Esox lucius), el luci masquinongi (Esox masquinongy) i la truita comuna (Salmo trutta),
mentre que al Japó és presa de la perca americana (Micropterus salmoides). També és depredat per Cichla ocellaris, el bernat americà (Ardea herodias), Cercyle alcyon i l'os rentador (Procyon lotor).
Els mascles s'agrupen en colònies de fins a 20-50 individus i fan nius en aigües de menys d'1 m de fondària. Els nius són circulars, de 20–30 cm de diàmetre i excavats en fons de sorra o de grava fina. Un cop el niu està fet, el mascle s'hi espera i emet sons per a atreure les femelles i aparellar-s'hi. Una femella pot dipositar els seus ous en diferents nius i el niu d'un mascle pot ésser emprat per diverses femelles. La fresa té lloc quan la temperatura de l'aigua és de 17-31 °C (encara que a la badia de Chesapeake pot començar als 12 °C) i les femelles dipositen fins a 50.000 ous, els quals desclouen al cap d'uns dies. Les larves deixen el niu després d'1 setmana. Els mascles protegeixen els nius abans i després de la posta efectuada per les femelles i les seues tasques inclouen oxigenar els ous i espantar els depredadors.
La seua esperança de vida és de 10 anys.
És inofensiu per als humans, actiu principalment durant el capvespre i la primera claror del dia i una plaga potencial en alguns països on s'ha introduït car és apreciat pels afeccionats a la pesca esportiva.